# Aaron Stampler
Aaron Stampler es el personaje principal de la película Primal Fear, dirigida por Gregory Hoblit. Además es el personaje principal de las tres novelas de William Diehl: Primal Fear (1993), Show of Evil (1995) y Reign in Hell (1997).

## Perfil
Aaron Stampler es un personaje ficticio de la película Primal Fear y los libros Primal Fear, Show of Evil y Reign in Hell. Edward Norton es el encargado de darle vida a Aaron en la película. 

## Primal Fear
Aaron nació en los Apalaches cerca al pueblo de Crikside, Kentucky, es víctima de abuso sexual desde pequeño, además tiene fobia a la oscuridad y es tartamudo. Escapa a Chicago, donde es cuidado por Richard Rushman, el arzobispo de la ciudad. Aaron es una de las víctimas de Rushman,  pedófilo, que obliga a Aaron y la novia de éste, Linda, a grabar una cinta de sexo. Esto dura tres años, hasta que el arzobispo es brutalmente asesinado. Aaron es arrestado, cubierto con la sangre de Rushman. El caso se hace famoso, por lo que atrae la atención de Martin Veil, un abogado defensor que busca la fama.
Stampler asegura no haber matado a Rushman, según él, vio a alguien más, se desmayó y cuando despertó, Rushman ya estaba muerto. 
Al ser examinado por una psicóloga, Aaron se convierte en otra persona, Roy, un psicópata violento, que asegura a Vail que mató a Rushman. También confiesa que él aparece cuando Aaron tiene problemas. En medio del juicio, emerge Roy y ataca a la fiscal, Jane Venable, en medio del interrogatorio. Stampler es sentenciado a pasar tres meses en un hospital psiquiátrico. Cuando Vail va a darle las noticias a Aaron, éste le confiesa que fingió todo el tiempo su personalidad múltiple, y que siempre fue Roy. Vail no dice nada por miedo a arruinar su carrera.

## Show of Evil
10 años después, Stampler sale de la institución psiquiátrica y manipula a su amante Nolan para matar al resto de los acólitos, para que no queden testigos. Vail lo encuentra y lo sigue hasta Kentucky, tratando de revelar su plan. Stampler mata a Arrington (amante de Vail) y ataca a Venable (la novia de Vail), ella pierde un ojo. Nolan es abatido en un tiroteo con la policía, mientras Vail persigue a Stampler hasta una mina, donde Stampler muere aparentemente.

## Reign in Hell
Stampler ha sobrevivido, viaja a Texas y se hace pasar por un bautista ciego, robándole a la gente dinero y viola a las adolescentes. Se alista en la milicia, lo que atrae la atención de Vail. La milicia se rinde ante los agentes federales, esto se convierte en un tirotéo, Stampler trata de escapar, sin embargo es disparado por un agente (antes que Vail) y muere.
- Datos: Q5549413